# Željko
Željko (in cirillico: Жељко) è un nome proprio di persona serbo, croato, montenegrino, bosniaco e sloveno maschile.

## Varianti
- Femminili: Željka (in cirillico: Жељка)[2]

## Origine e diffusione
Deriva dal termine slavo meridionale želja, "desiderio". Ha quindi lo stesso significato dei nomi Desiderio e Murad.
In alcuni casi può anche costituire un diminutivo del nome Želimir.

## Onomastico
Non esistono santi che portano questo nome, quindi è adespota. L'onomastico può essere festeggiato in occasione di Ognissanti, il 1º novembre.

## Persone
- Željko Brkić, calciatore serbo
- Željko Čajkovski, calciatore e allenatore di calcio jugoslavo
- Željko Cicović, calciatore serbo
- Željko Ivanek, attore statunitense
- Željko Jerkov, cestista jugoslavo
- Željko Joksimović, cantante, compositore e musicista serbo
- Željko Kalac, calciatore australiano
- Željko Komšić, politico bosniaco
- Željko Matuš, calciatore croato
- Željko Milinovič, calciatore sloveno
- Željko Mrvaljević, calciatore montenegrino
- Željko Pavličević, allenatore di pallacanestro croato
- Željko Petrović, allenatore di calcio e calciatore montenegrino
- Željko Ražnatović, militare e criminale serbo
- Željko Rebrača, cestista serbo
- Željko Šturanović, politico montenegrino
- Željko Tanasković, pallavolista serbo
- Željko Zagorac, cestista sloveno
- Željko Zečević, allenatore di pallacanestro serbo